# 1085
1085 (MLXXXV) a fost un an obișnuit al calendarului iulian.

## Evenimente
- 2 aprilie: La urcarea pe tron a lui Zhezong, din cauza influenței bunicii sale, împărăteasa Dowager Kao, reformele promovate anterior de Wang Anshi sunt anulate, iar promotorul lor este îndepărtat.

- 29 aprilie: Conciliul de la Mainz, în prezența legaților antipapei Clement al III-lea, prin care se confirmă depunerea papei Grigore al VII-lea.
- 25 mai: Regele Alfonso al VI-lea al Castiliei intră în orașul Toledo, stăpînit de mauri, după doi ani de asediu, și invită pe cavalerii francezi să locuiască în zona centrală a Spaniei. Toledo devine reședința regilor Castiliei, iar Alfonso se proclamă "Imperator totius Hispaniae" și garantează musulmanilor libertatea cultului.

- 15 iulie: Ca urmare a morții lui Robert Guiscard, normanzii ridică asediul asupra Cefaloniei și evacuează Dyrrachium.
- 25 decembrie: Regele William I al Angliei realizează un recensământ, "Domesday Book".

### Nedatate
- ianuarie: Flota venețiană, aliată cu bizantinii, este înfrântă de către Robert Guiscard, care preia Corfu și pătrunde în golful Arta; din cauza unei epidemii, care decimează armata normandă, Bohemund, fiul lui Robert, revine în Italia.

- aprilie: Ducele de Boemia, Vratislav, se încoronează ca rege, cu favorul împăratului Henric al IV-lea; încoronarea are loc la Praga, în 15 iunie.

- iulie: Selgiucidul Soliman I atacă Alepul, unde este respins de către emirul Tutush, iar fiul său Kilidj Arslan este luat prizonier.

- Ca urmare a alegerii lui Roger Borsa ca duce de Apulia și Calabria, fratele său Bohemund de Taranto se revoltă și ocupă Oria, Otranto și Taranto.
- Împăratul Henric al IV-lea extinde asupra întregului imperiu principiul "Păcii lui Dumnezeu".
- Oume, regele statului Kanem, din Ciad, se convertește la Islam.
- Pecenegii sunt înfrânți în Transilvania de către unguri.
- Pisa este prima comună din Italia care introduce instituția consulului.

- Principii arabi din Spania, printre care Al Mutamid, conducătorul Sevillei, fac un apel la suveranul almoravid din Maroc, Ibn Tashfin.

- Regele Canut al IV-lea cel Sfânt al Danemarcei, împreună cu contele Robert Frizonul de Flandra și cu regele Olaf al Norvegiei, adună la Limfjord o puternică flotă și lansează o expediție împotriva Angliei; expediția eșuează ca urmare a unei revolte interne.

## Arte, Știință, Literatură și Filozofie
- Este înființată Katedralscholan, la Lund, în Suedia, cea mai veche școală din Scandinavia.

## Înscăunări
- 2 aprilie: Zhezong, împărat al Chinei, dinastia Song (1085-1100).
- 15 iunie: Vratislav, încoronat ca rege al Boemiei (1085-1092).
- 17 iulie: Roger Borsa, duce de Apulia și Calabria (1085-1111).
- Oume, rege în statul Kanem (Ciad), (1085-1097).

## Nașteri
- Boleslav al III-lea, rege al Poloniei (d. 1138).
- Raoul I, conte de Vermandois (d. 1152).
- Zhang Zedouan, pictor chinez (d. 1145).

## Decese
- 1 aprilie: Shenzong, împărat al Chinei (n. 1048).
- 31 mai: Papa Grigore al VII-lea, la Salerno (n. ?)
- 15 iulie: Robert Guiscard, duce de Apulia, la Cefalonia (n.c. 1015)
- 20 septembrie: Hermann al II-lea de Lotaringia (n. 1049).
- Cheng Hao, filosof neoconfucianist chinez (n. 1032).